# 八達嶺駅
座標: 北緯40度21分36秒 東経116度0分6秒 / 北緯40.36000度 東経116.00167度

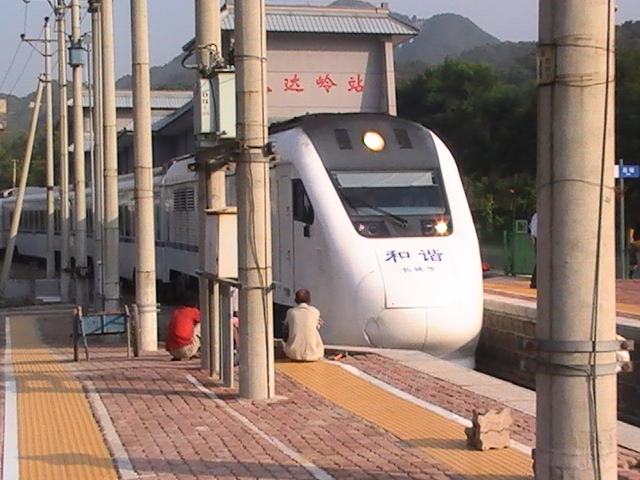
ホーム

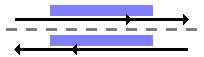
構内図 右側が延慶 左側が北京北方向

八達嶺駅（はったつれい-えき）は中華人民共和国北京市延慶区に位置する中国国家鉄路集団の駅である。

## 利用可能な鉄道路線
中国国鉄
京包線 - 全列車通過する。
北京市郊外鉄道S2線

## 駅構造
- 島式ホーム2面2線の地上駅である。

## 駅周辺
- 八達嶺長城登城口 - 徒歩約15分

## 歴史
- 1979年 - 開業。
- 2008年8月6日 - 北京市郊外鉄道S2線が営業開始。

## 隣の駅
中国国鉄
京包線
青龍橋駅/青龍橋西駅 - 八達嶺駅 - 西撥子駅
北京市郊外鉄道S2線
南口駅 - 八達嶺駅 - 延慶駅